# Problem von Bernstein
In der Mathematik bezeichnet man als Problem von Bernstein die Fragestellung, ob der Graph einer Funktion {\displaystyle f\colon \mathbb {R} ^{n-1}\to \mathbb {R} } nur dann eine Minimalfläche im {\displaystyle \mathbb {R} ^{n}} ist, wenn die Funktion affin ist. Die Antwort ist positiv für {\displaystyle n\leq 8}, aber negativ für {\displaystyle n\geq 9}.

## Mathematische Formulierung
Für eine Funktion {\displaystyle f\colon \mathbb {R} ^{n-1}\to \mathbb {R} } ist ihr Graph eine Hyperfläche im {\displaystyle \mathbb {R} ^{n}} und er ist genau dann eine Minimalfläche, wenn {\displaystyle f} eine Lösung der Differentialgleichung
{\displaystyle \sum _{i=1}^{n-1}{\frac {\partial }{\partial x_{i}}}\left({\frac {1}{\sqrt {1+\sum _{j=1}^{n}\left({\frac {\partial f}{\partial x_{j}}}\right)^{2}}}}{\frac {\partial f}{\partial x_{i}}}\right)=0}
ist. Offensichtlich sind alle affinen Funktionen {\displaystyle f(x_{1},\ldots ,x_{n})=a_{1}x_{1}+\ldots +a_{n}x_{n}+b} Lösungen dieser Differentialgleichung, weil in diesem Fall {\displaystyle {\frac {1}{\sqrt {1+\sum _{j=1}^{n}\left({\frac {\partial f}{\partial x_{j}}}\right)^{2}}}}{\frac {\partial f}{\partial x_{i}}}} eine Konstante ist. Das Problem von Bernstein fragt, ob es darüber hinaus noch weitere Lösungen dieser Differentialgleichung gibt.

## Historie
- Für {\displaystyle n=3} wurde das Problem 1914 von Sergei Natanowitsch Bernstein gelöst.[1]
- Für {\displaystyle n=4} wurde das Problem 1965 von Ennio De Giorgi gelöst.[2]
- Für {\displaystyle n=5} wurde das Problem 1966 von Frederick Almgren gelöst.[3]
- Für {\displaystyle n\leq 8} wurde das Problem 1968 von James Simons gelöst.[4]
- Für {\displaystyle n\geq 9} bewiesen Enrico Bombieri, Ennio De Giorgi und Enrico Giusti aufbauend auf der Arbeit von James Simons, dass der Satz von Bernstein nicht zutrifft.[5]